# Барнакл, Нора
Но́ра Ба́рнакл (англ. Nora Barnacle; 21 марта 1884, Голуэй — 10 апреля 1951, Цюрих) — муза и жена Джеймса Джойса. Прототип Молли Блум, персонажа романа «Улисс».
День её рождения в различных источниках указывается по-разному — с 21 по 24 марта 1884 года. В её свидетельстве о рождении указана дата рождения 21 марта. Отец — Томас Барнакл, пекарь из Коннемары, мать — Анна Гонория Нейли, портниха.
Нора работала горничной в отеле Finn’s Hotel в Дублине, где 16 июня 1904 года и состоялось первое свидание Джойса и его будущей жены.
Писатель решил увековечить этот день — Блумсдэй — в своём романе «Улисс».
В 1931 году Нора Барнакл и Джеймс Джойс вступили в брак. После смерти Джойса в Цюрихе в 1941 году Нора решила остаться там. Она умерла в Цюрихе в возрасте 67 лет.
Отношениям Джеймса Джойса и Норы Барнакл посвящён художественный фильм «Нора» (2000).